# K.G. Bhat
K.G. Bhat ( 1950 - ) es un microbiólogo y botánico hindú, que ha desarrollado actividades académicas en el "Departamento de Botánica, en el Poornaprajna College, Udupi, Karnataka.

## Algunas publicaciones
- Bhat, K.G. 1988. Studies on Zingiberaceae of Karnataka: A new species and a new record for India. Indian J. Forest. 11: 322 – 326

- La abreviatura «Bhat» se emplea para indicar a K.G. Bhat como autoridad en la descripción y clasificación científica de los vegetales.[1]